# Grand Prix na Żużlu 2003
Grand Prix IMŚ na Żużlu 2003 (SGP) – to dziewiąty sezon rozstrzygania tytułu najlepszego żużlowca na świecie w formule Grand Prix. W sezonie 2003 22 żużlowców zmaga się o tytuł podczas 9 rund.

## Zasady
Tabela biegowa składała się z 25 wyścigów jak w sezonie Grand Prix 2002: dwa biegi z udziałem rozstawionej ósemki w fazie eliminacyjnej, system knock-out, brak finału pocieszenia.

### Punkty GP
| 1. – 25 punktów 2. – 20 punktów 3. – 18 punktów 4. – 16 punktów 5. – 13 punktów 6. – 13 punktów 7. – 11 punktów 8. – 11 punktów | 9. – 8 punktów 10. – 8 punktów 11. – 7 punktów 12. – 7 punktów 13. – 6 punktów 14. – 6 punktów 15. – 5 punktów 16. – 5 punktów | 17. – 4 punktów 18. – 4 punktów 19. – 3 punktów 20. – 3 punktów 21. – 2 punktów 22. – 2 punktów 23. – 1 punktów 24. – 1 punktów |

## Zawodnicy
W każdej z eliminacji startowało 24 zawodników (22 stałych uczestników oraz dwóch z dziką kartą):
| - Czołowa dziesiątka z Grand Prix 2002: 1. Tony Rickardsson 2. Jason Crump 3. Ryan Sullivan 4. Leigh Adams 5. Mikael Max 6. Greg Hancock 7 Tomasz Gollob 8. Mark Loram 9. Billy Hamill – zrezygnował z udziału w cyklu 10. Lukas Dryml - Zawodnicy nominowani (stałe dzikie karty): 11. Rune Holta 12. Nicki Pedersen 13. Scott Nicholls 14. Andreas Jonsson 15. Todd Wiltshire 16. Krzysztof Cegielski - Czołowa siódemka z GP Challenge 2002: 17. Lee Richardson 18. Bohumil Brhel 19. Piotr Protasiewicz 20. Bjarne Pedersen 21. Tomasz Bajerski 22. Jason Lyons 25. Hans Andersen – w miejsce Billy Hamilla |

## Terminarz i wyniki
Sezon 2003 składał się z 9 rund, które odbyły się w siedmiu krajach (po dwie rundy w Polsce i Szwecji).
| Lp. | Data           | Grand Prix        | Stadion                | Miasto    | Zwycięzca        |        |
| --- | -------------- | ----------------- | ---------------------- | --------- | ---------------- | ------ |
| 1   | 17 maja        | Europy            | Stadion Śląski         | Chorzów   | Tony Rickardsson | Wyniki |
| 2   | 31 maja        | Szwecji           | Motor Stadion Brovalla | Avesta    | Ryan Sullivan    | Wyniki |
| 3   | 14 czerwca     | Wielkiej Brytanii | Millennium Stadium     | Cardiff   | Nicki Pedersen   | Wyniki |
| 4   | 28 czerwca     | Danii             | Parken                 | Kopenhaga | Jason Crump      | Wyniki |
| 5   | 12 lipca       | Słowenii          | Stadion Matije Gubca   | Krško     | Leigh Adams      | Wyniki |
| 6   | 30 sierpnia    | Skandynawii       | Ullevi                 | Göteborg  | Ryan Sullivan    | Wyniki |
| 7   | 6 września     | Czech             | Stadion Markéta        | Praga     | Jason Crump      | Wyniki |
| 8   | 20 września    | Polski            | Stadion Polonii        | Bydgoszcz | Tomasz Gollob    | Wyniki |
| 9   | 4 października | Norwegii          | Vikingskipet           | Hamar     | Greg Hancock     | Wyniki |

Klasyfikacja generalna SGP 2003